# سالم غصاب الزمانان
سالم غصّاب الزمانان سفير ودبلوماسي كويتي، عُيّن في منصب سفير دولة الكويت في عدة دول، وهو حاليًّا سفير دولة الكويت في العراق منذ 25 سبتمبر 2016.

## السيرة المهنية
- 1984 تم تعينيه في وزارة الخارجية كمحلق دبلوماسي
- 1986 تم نقله إلى سفارة دولة الكويت لدى لاهاي
- 1988 تمت ترقيته إلى سكرتير ثالث
- 1992 تمت ترقيته إلى سكرتير ثان
- 1993 تم نقله من سفارة دولة الكويت في لاهاي إلى سفارة دولة الكويت في جاكارتا.
- 1995 تم نقله من سفارة دولة الكويت في جاكارتا إلى سفارة دولة الكويت في لندن
- 1998 تمت ترقيته إلى درجة مستشار.
- 1998 سفير دولة الكويت لدى جمهورية الأرجنتين
- 2000 سفير غير مقيم لدولة الكويت في جمهورية البارغواي
- 2000/08/24 سفير غير مقيم لدولة الكويت في جمهورية الاورغواي
- 2001 سفير غير مقيم لدولة الكويت في جمهورية تشيلي
- 2003 سفير دولة الكويت لدى جمهورية جنوب افريقيا
- 2004 سفير غير مقيم لدولة الكويت في جمهورية بوتوسوانا
- 2005 سفير غير مقيم لدولة الكويت لدى جمهورية ناميبيا
- 2005 سفير غير مقيم لدولة الكويت في مملكة ليسوتو
- 2007 تمت ترقيتة إلى وزير مفوض
- 2007 سفير دولة الكويت لدى الجمهورية اليمنية
- 2009 سفير غير مقيم لدولة الكويت في جمهورية جيبوتي
- 2010 سفير غير مقيم لدولة الكويت في دولة ارتريا
- 2010 سفير دولة الكويت لدى سلطنة عمان
- 2013 سفير دولة الكويت لدى جمهورية مصر العربيه
- 2014/2/25 تمت ترقيته إلى درجة سفير مفوض فوق العادة
- 2014/11/23 سفير غير مقيم لدولة الكويت لدى جمهورية القمر المتحدة
- 2016/9/18 سفير دولة الكويت لدى جمهورية العراق.

## الأوسمة
- 2004/04/23 وسام سان مارتن من درجة الصليب الأكبر.
- 2010/07/26 وسام الوحدةً من الدرجة الثالثة (الجمهورية اليمنية).[2]